# Земский собор 1651 года
Земский собор 1651 года — земский собор о польских делах и о просьбе запорожского гетмана Богдана Хмельницкого о принятии его и запорожских казаков со всем Запорожским войском в состав Русского государства.

## Предыстория
Основная статья: Воссоединение Украины с Россией.
Днепровская Украина, находясь под властью поляков, в конце XVI и начале XVII веков была местом постоянных восстаний казаков и следовавших за этим жестоких усмирений. Поляки стремились к тому, чтобы ввести на Украине унию, отнять самоуправление и обратить основную массу населения в «холопов», крепостных крестьян. Казаки противились этому, стояли за православие и за казацкие вольности. Результатом острой вражды и непримиримости интересов были кровавые столкновения: то казаки под руководством своих гетманов К. Косинского, Г. Лободы, С. Наливайки и других жгли и грабили, истребляли и выгоняли поселившихся среди них польских шляхтичей, а затем «с мечом и огнём» вторгались в польские области, жестоко мстя своим притеснителям, то королевские войска с ожесточением проходились по городам и селениям Украины, безжалостно истребляя повстанцев, восстанавливая тяжёлые порядки.
В середине XVII века во главе восставших оказался гетман Б. Хмельницкий, жестоко обиженный и разорённый поляками. Начав борьбу с Яном II Казимиром, зная о прежних неудачах, он отлично понимал, что одним казакам бороться против поляков не под силу, необходимо добиваться какой-либо могущественной поддержки со стороны. Ближайшими соседями были турецкий султан и московский царь.
Сначала Б. Хмельницкий в надежде получить большую самостоятельность обратился к турецкому султану Махмеду IV и одно время считался его данником. Крымские татары, посланные султаном на помощь Б. Хмельницкому и оказавшие ему первоначально существенную помощь, в 1650 году ему изменили. Тогда Б. Хмельницкий, отказавшись от дальнейших переговоров с турками и татарами, решительно перешёл на сторону Москвы и обратился к царю Алексею Михайловичу с просьбой принять его казаков под свою «высокую руку».
Царь Алексей Михайлович сразу решиться на такой шаг не мог. Принять в российское подданство малороссийских казаков грозило разрывом с Польшей и Османской империей и впоследствии объявлением войны. А потому для обсуждения этого важного вопроса в феврале 1651 года был созван земский собор, по грамоте, разосланной до 31 января 1651 года.

## Земский собор
На собор выносилось два вопроса:
1. О «неправдах» польских королей Владислава IV и Яна II Казимира и панов Рады, учинённых в нарушении Поляновского мирного договора 1634 года.
2. О готовности Б. Хмельницкого с Запорожским войском перейти в подданство России.

В историографии не всегда точно описано, как проходил собор в Столовой избе. Имеется несколько версий:
В. Н. Латкин и А. И. Козаченко писали: «Собор состоял их нескольких заседаний. Первое имело место 19 февраля. На нём присутствовали только одни духовные чины освящённого собора (высшее духовенство), которым был прочтён доклад» (государево письмо). Правительство доложило о состоянии дел на Украине, об отношении России с Польшей, а также об угрозе России со стороны Крыма, Польши и Швеции. Духовенство ответило на него 27 февраля с формулировкой: «если польский король не даст удовлетворения московскому правительству, то объявить Польше войну и Малороссию принять в состав государства», а если Польша пойдёт навстречу предъявленным русским требованиям, то, заявляло духовенство, русское правительство вольно решить украинский вопрос, как найдёт нужным. Получив ответ духовенства, правительство созвало светскую часть собора. Второе заседание произошло 28 февраля, на нём присутствовали: царь, Боярская дума, и все члены собора, кроме духовных лиц. Имеются отрывочные сведения, что через 11 дней к мнению духовенства присоединились остальные чины.
На этом заседании также было зачитано государево письмо, в котором перечислялись «неправды» польского короля и излагался кратко «ссылочная грамота» Б. Хмельницкого с просьбой принять Малороссию в состав Московского государства. Ещё в январе 1650 года русские послы в Варшаве Г. Г. Пушкин, С. Г. Пушкин и дьяк Гаврила Леонтьев в своих переговорах с представителями Речи Посполитой, упрекая польские власти в нарушении условий мирного договора 1634 года, говорили о намерении царя созвать в Москве земский собор для рассмотрения «королевских неправд». Указание неправд польского короля было необходимо в качестве мотива для обоснования возможного разрыва дипломатических сношений. В качестве неправд на соборе отмечали следующее:
1. В польских грамотах иные польские злодеи писали с бесчестием имя Государя Михаила Фёдоровича — то Фёдором Михайловичем, то Михаилом Филаретовичем, а царя Алексея Михайловича — Александром Михайловичем, часто не упоминая титулы: или царь или великий князь.
2. В некоторых польских книгах напечатаны «бесчестия и укоризны, чего не токмо великому государю ….. но и простому человеку слышать и терпеть невозможно и помыслить страшно».
3. Польский король сносился с крымским ханом, замышляя «сообща» идти на Московское государство и пытаются использовать в этих целях Швецию.

Ввиду таких поступков со стороны польского правительства и просьбы Б. Хмельницкого царь Алексей Михайлович просил совета у земского собора.
Имеется также мнение, что было только одно соборное заседание 28 февраля 1651 года, без участия духовенства, а предварительно текст государева письма был послан с боярином и дворецким князем Алексеем Михайловичем Львовым патриарху и высшему духовенству и получен 19 февраля. Таким образом, 19 февраля дата не первого заседания собора, а передача правительственной записки духовному совету.

## Состав собора
Участники собора: царь Алексей Михайлович, Боярская дума, патриарх Иосиф, митрополиты, архиепископы, епископы, бояре, окольничие, думные чины, стольники, стряпчие, московские дворяне, дети боярские, дьяки, городовые дворяне, гости, гостиная и суконная сотни, представители чёрных сотен и слобод.